# Eringhem
 Eringhem  (en neerlandés Eringem) es una población y comuna francesa, en la región de Norte-Paso de Calais, departamento de Norte, en el distrito de Dunkerque y cantón de Bergues.

## Demografía
| 442 | 401 | 381 | 365 | 413 | 419 |
| Para los censos de 1962 a 1999 la población legal corresponde a la población sin duplicidades (Fuente: INSEE [Consultar]) |     |     |     |     |     |